# 森元孝
森 元孝（もり もとたか、1955年 - ）は、日本の社会学者。早稲田大学文学学術院・文化構想学部社会構築論系教授。学位は博士（文学）。専門は社会理論、社会システム論、政治社会学、経済社会学等。

## 略歴
1974年愛知県立昭和高等学校卒、1979年早稲田大学教育学部社会科学専修卒業、1985年早稲田大学第一文学部社会学専修助手、1987年早稲田大学大学院文学研究科社会学専攻博士後期課程退学、早稲田大学第一、第二文学部専任講師、90年助教授、95年教授。1995年12月　博士（文学）〔早稲田大学〕、博士論文『アルフレート・シュッツのウィーン　ー社会科学の自由主義的転換の構想とその時代』。2007年早稲田大学文学学術院文化構想学部社会構築論系教授。

## 著作

### 単著
- 『アルフレート・シュッツのウィーン――社会科学の自由主義的転換の構想とその時代』（新評論 1995年）
- 『モダンを問う――社会学の批判的系譜と手法』（弘文堂 1995年）
- 『逗子の市民運動――池子米軍住宅建設反対運動と民主主義の研究』（御茶の水書房 1996年）
- 『アルフレッド・シュッツ――主観的時間と社会的空間』（東信堂 2001年）
- 『フリードリヒ・フォン・ハイエクのウィーン――ネオ・リベラリズムの構想とその時代』（新評論 2006年）
- 『貨幣の社会学――経済社会学への招待』（東信堂 2007年）
- 『理論社会学――社会構築のための媒体と論理』（東信堂 2014年）
- 『石原慎太郎の社会現象学――亀裂の弁証法』（東信堂 2015年）
- 『石原慎太郎とは?――戦士か、文士か―創られたイメージを超えて』（東信堂 2016年）
- 『未来社会学序説――勤労と統治を超える』（東信堂 2018年）
- 『ヴェーバー後、百年――社会理論の航跡　ウィーン、東京、ニューヨーク、コンスタンツ』（東信堂2023年）

### 主要論文
- „Person als Medium – Eine pragmatisch-phänomenologische　Alternative zur Systemtheorie“, in: Joachim Renn, Gerd Sebald, Jan Weyand (Hrsg.), Lebenswelt und Lebensform: Zum Verhältnis von Phänomenologie und Pragmatismus, Velbrück/Frankfurt am Main 2012, S. 192-205.
- “Musical Foundation of Interaction:   Music as Intermediary Medium”, in: Michael Barber/Jochen Dreher (eds.), The Interrelation of Phenomenology, Social Sciences and the Arts, Springer/New York 2013, pp.267-277.
- "Future Structure of the Life-World. As an inevitable consequence of the «peer-to-peer»", in: SocietàMutamentoPolitica, Vol 6, N° 12 (2015), Sociology and the Life-World, Firenze University, pp.81-95.　http://www.fupress.net/index.php/smp/article/view/17850

### 訳書
- ユルゲン・ハーバーマス『意識論から言語論へ――社会学の言語論的基礎に関する講義』（干川剛史共訳）（マルジュ社, 1990年）